# فيرماخت
القوات المسلحة (بالألمانية: Wehrmacht)، تنطق: ڤيرماخت. تترجم «قوة الدفاع» هو اسم القوات المسلحة الموحدة لألمانيا من العام 1935 إلى 1945، وتشمل كلاً من الجيش (بالألمانية: Heer) والبحرية (بالألمانية: Kriegsmarine) وسلاح الجو (بالألمانية: Luftwaffe).وقد تحول ما كان يسمى بوحدات النخبة المسلحة (بالألمانية: Waffen-SS) (وهي الجناح العسكري لوحدات النخبة النازية إلى فرع رابع للقوات المسحلة، بعد أن تضاعف عددها من 3 أفواج إلى 38 فرقة بحلول عام 1945.
يعتبر الفيرماخت سنة 1940 على أنه القوة العسكرية الأعلى في العالم من ناحية المعدات والتعداد، ويعود الفضل إلى السياسة التصنيعية لألمانيا، خاصة بعد وصول هتلر للسلطة في 1933 حيث انخفضت البطالة مع حلول الحرب من 9 ملايين عاطل إلى حولي 30 ألف حيث عمل أغلبهم في مصانع الأسلحة.

## المقدمة

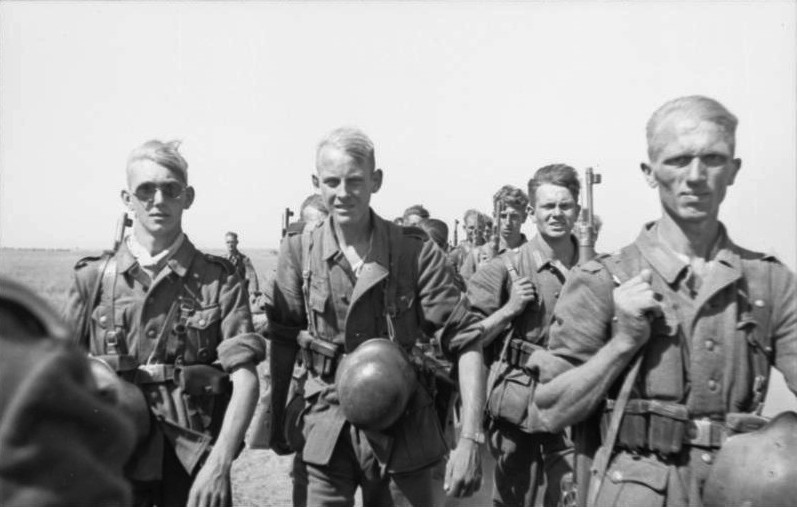
صورة للجنود الألمان عام 1942م.

بعد هزيمة ألمانيا في الحرب العالمية الأولى في 1919، عاد الجيش الألماني بحالة يرثى لها من حرب استنزفت الجيش بشكل كبير إضافة إلى ذلك تقيدت ألمانيا بمعاهدة فرساي التي فرضت قيود كبيرة على ألمانيا وخاصة الجيش فأصبح جنود ألمانيا مبعثرين فانضم العديد منهم في القوات شبه العسكرية المسماة بالفيالق الحرة (بالألمانية: FREIKORPS)، وفي مارس من نفس العام قامت الحكومة الألمانية التي اخذت على عاتقها تكوين جيش قوي يقدر على حماية ألمانيا والتي سمته جيش الدفاع الوطني (بالألمانية: REICHSWEHR) والذي كان يتكون من نصف مليون جندي، وتم بعد ذلك إعلانه بشكل رسمي وكان مطابقًا لشروط معاهدة فرساي، وكان يتكون من سبعة ألوية مشاة وثلاثة ألوية فرسان وعدد من القطع البحرية المعدودة على الأصابع، وتم تقليص عدد القوات إلى مائة ألف من الجيش وخمسة عشر ألفًا من القوات البحرية ومُنع إدخال الأسلحة الثقيلة والدبابات والغواصات والبوارج الضخمة
طبقا لبنود المعاهدة.
عندما تولى الجنرال هانز فون سيكت (بالألمانية: Hans von seekt) تدريب الجيش الألماني، قام بتدريب الجنود على أساليب حديثة مثل استخدام مضادات الدبابات ومضادات الطائرات، وفي فترة قياسية أصبح أفضل بكثير من جيوش أوروبا الغربية واستطاع أن يعزل الجيش عن الاضطرابات التي كانت تعصف بالبلاد.
وفي عام 1933، استدعى الرئيس الألمانى هايدينبرج إلى الوزارة ليتولى منصب وزير الدفاع الجنرال فون جلومبرج (بالألمانية: WERNER VON BLOOMBERG)، الذي زار الاتحاد السوفيتي وأعجب بالمستوى الراقى للجيش الأحمر والذي قام بعدها بوضع بصمته على الجبش الألماني وغير اسم وزارة الدفاع إلى وزارة الحرب، لكن هتلر قام بعزله واستغل هتلر ذلك لإعادة تنظيم الجيش، فبينما كان لزاما على الجيش ان يبقى على قواته في حدود الـ 100.000، كان يتم تدريب قوة بنفس العدد كل عام، كما أن ألمانيا أمضت معاهدة رابالو مع السوفييت والتي تقضى بأن يتدرب الضباط السوفييت وتطور ألمانيا الصناعة السوفيتية في مقابل تمرن الألمان على معداتهم ودباباتهم وطائرتهم على الأراضي الشاسعة السوفيتية وفي 15 أكتوبر 1935 أعلن رسميا عن إنشاء الفيرماخت والذي يتكون من أربعة فروع رئيسية هي:
- القوات البرية (بالألمانية: heer).
- القوات البحرية (بالألمانية: kriegsmarine).
- القوات الجوية (بالألمانية: luftwaffe).
- القوات الاس اس الخاصة: (بالألمانية: waffen ss).

## تسليح قوات الفيرماخت
عندما أرادت الحكومة الألمانية تسليح قواتها ولكن بشكل لا يجذب انتباه الدول المحيطة، لذلك قامت بعدة أساليب لتحقيق هذا الهدف.
وقد مرت قوات الفيرماخت بمرحلتين رئيسيتين للتسليحها وهذه المراحل هي:

### المرحلة الأولى (1929-1933)
بدات هذه المرحلة عندما قام مستشار ألمانيا هريمان مولر الذي ينتمي إلى الحزب الديمقراطي الاشتراكي بوضع قوانين سرية في مجلس الوزراء، تسمح باعادة التسلح وبدأ هذا البرنامج في 29 سبتمبر 1929 من قبل رئاسة الأركان الألمانية، والذي قبله مجلس الوزراء الألماني في 18 أكتوبر من نفس العام. كان البرنامج الذي يعد الأول من نوعه يهدف إلى رفع المستوى التسليحي للجيش عن طريق تسليح 16 فرقة من الجيش بالسلاح وزيادة عتاد وذخيرة القوات المسلحة ضمن برنامج متكامل مدته خمس سنوات ويخصص للبرنامج 350 مليون مارك ألماني تستقطع من ميزانية الجيش البالغة 726,5 رايخ مارك (8,6 % من الموازنة العامة) ويوفر مبلغ الـ 350 مليون ما يبلغ 70 مليون سنويا للبرنامج طيلة السنوات الخمس للخطة.

### المرحلة الثانية (1933-1939)
بعد وصول النازيين إلى السلطة وتعيين هتلر مستشارا لألمانيا عام 1933 ازدادت وتيرة التسلح خلال عهد الرايخ الثالث حيث أصبحت عملية إعادة التسلح ذات أولوية قصوى للحكومة الألمانية، وأصبحت التوسعات في الإنتاج الصناعي والمدني. كان كل من فلهيلم فريك وزير داخلية ألمانيا، والاقتصادي النازي يالمار شاخت الذي قام بعرض تشكيلة واسعة من المخططات من أجل معالجة آثار الكساد العظيم الذي كانت فيه ألمانيا، كانا هما المسئولان الرئيسيان في برنامج إعادة التسلح الألماني، وتأسست شركات وهمية مثل MEFO من أجل تمويل إعادة التسلح، كما أنشأت منظمات سرية مثل "Verkehrsfliegerschule" التي أنشئت تحت ستار المدنية من أجل تدريب الطيارين تدريبا عسكريا. أحدثت عملية إعادة التسلح  انتعاشة مفاجئة في الحالة المادية لكثير من المصانع في ألمانيا، ونقل كثير من الصناعات من هوة الأزمة العميقة التي قد أحدثها الكساد العظيم. بعض الشركات الصناعية الكبرى، التي كانت حتى ذلك الحين المتخصصة في منتجات تقليدية معينة، بدأت في تنويع وابتكار أفكار جديدة في نمط الإنتاج، أحواض بناء السفن، على سبيل المثال، إنشاء فروع جديدة بدأت في تصميم وبناء الطائرات.
وبالتالي أصبحت عملية إعادة التسلح الألماني فرصة للتطوير، والتحسينات التكنولوجية في بعض الأحيان، وخاصة في مجال الملاحة الجوية كانت الحرب الأهلية الإسبانية 1936-1939 فرصة مثالية لاختبار كفاءة الأسلحة الجديدة التي تنتجها المصانع الألمانية خلال سنوات إعادة التسلح، كثير من أساليب القصف بالطائرات تم اختبارها من قبل قوات التدخل السريع الألمانية ضد حكومة الحزب الجمهوري على الأراضي الإسبانية وذلك بإذن من الجنرال فرانسيسكو فرانكو. هتلر أصر مع ذلك، أن تصاميمه كانت سلمية على المدى البعيد.

## التسليح العلني
بعد أن أصبحت ألمانيا تحتكم على قوة تمكنها من المجاهرة بعملية التسليح وتسبب ذلك في وضع سياسة لإعادة التسلح في المملكة المتحدة والتي تصاعدت بعد انسحاب ألمانيا من عصبة الأمم ومؤتمر نزع السلاح في جنيف في عام 1933.
أضيفت العقلية الألمانية وقدمت فكرا ثوريا في التكتيكات الحربية والتقنيات التسليحية وأساليب القتال لم يكن أحد قد أتى بها من قبل فعلى سبيل المثال ابتدعت وطبقت أسلوب: «الحرب الخاطفة».

## الهيكل التنظيمي
كان القائد العام للقوات المسلحة في الجيش الألماني أدولف هتلر بصفته رئيسا ألمانيا، وهو المنصب الذي حصل بعد وفاة الرئيس باول فون هيندنبرج في أغسطس 1934. وأصبح هتلر بموجب تعديل وزاري في عام 1938 القائد الأعلى مع إبقاء سيطرته على القوات المسلحة وبقي في هذا المنصب حتى انتحاره في 30 نيسان 1945. بحسب التقاليد الألمانية، فإن مسئولية وضع خطط العمليات لا تقع على عاتق القيادة العليا للجيوش الألمانية، وإنما يتولى ذلك هيئة الأركان العامة، لذا فإن الرجل الأكثر أهمية في الجيش والبحرية هو رئيس هيئة الأركان العامة. وفي وقت لاحق من الحرب، أصبحت مسؤوليات العليا للجيوش الألمانية بمرور الوقت، مع تولى أدولف هتلر قيادتها، حيث ساعدت القيادة العليا للقوات المسلحة الألمانية بصورة مطردة في تخطيط وإدارة العمليات.
القيادة العليا للفيرماختجهاز عسكري لإدارة شؤون الجيش (هير) وسلاح الجو (لوفتڤافه) وسلاح البحرية (كريغسمارين) أنشئت عام 1938. بحلول عام 1942 تولت القيادة العليا للفيرماخت مسئولية كل الجبهات الحربية عدا الجبهة الشرقية.
القيادة العليا للجيوش الألمانيةهي القيادة العليا التي قادت جيوش ألمانيا النازية بين عامي 1936 و1945. وبالرغم من أن القيادة العليا للجيوش الألمانية تتبع القيادة العليا للقوات المسلحة الألمانية (بالألمانية: OKW) من الناحية النظرية، إلا أنه بعد عام 1941، وبحكم الواقع تولت القيادة العليا للقوات المسلحة الألمانية قيادة العمليات مباشرة على الجبهة الغربية في حين تولت القيادة العليا للجيوش الألمانية قيادة العمليات في الجبهة الشرقية. أما قيادة القوات البحرية والقوات الجوية في عهد الرايخ الثالث فكانت خاضعة للقيادة العليا للقوات البحرية (بالألمانية: OKM) والقيادة العليا للقوات الجوية ((بالألمانية: OKL) على التوالي، والتي كانت هذه تابعة للقيادة العليا للقوات المسلحة الألمانية نظريًا، ولكن في واقع الأمر كانت تدار بشكل مستقل تمامًا.
ازدادت أعداد الجيش الألماني مرات عديدة ليتجاوز تعداد أفراده حاجز المليون جندي من بعد أن كانت اتفاقية فرساي قد قلصت حجمه بما لا يزيد عن 100 ألف فرد ومنعت التنجيد الإلزامي، وفيما يلي تعداد الجيش الألماني في أوقات السلم.
- خريف 1934: 250.000 فرد (21 فرقة مشاة و 3 فرق خيالة)
- خريف 1935: 400.000 فرد (24 فرقة مشاة و 3 بانزر و 2 فرق خيالة)
- خريف 1936: 520.000 فرد (36 فرقة مشاة و 3 فرقة بانزر)
- خريف 1937: 550.000 فرد (32 فرقة مشاة و 4 فرقة آلية و 3 فرق بانزر)
- خريف 1938: 570.000 فرد
- صيف 1939: 730.000 فرد

حين اندلعت الحرب العالمية الثانية عام 1939 كان تعداد الجيش الألماني مع الاحتياط يبلغ 2.758 مليون جندي، وبحسب خطة أغسطس كان يفترض أن يتألف الجيش في وقت السلم من 43 فرقة إلا أن فرق الجيش الألماني بلغت 52 فرقة في صيف عام 1939 حيث أُلحقت الفرق والوحدات العسكرية النمساوية إلى الجيش الألماني بعد ضم النمسا لألمانيا عام 1938.
توزعت الفرق الـ 52 للجيش الألماني عام 1939 على النحو التالي:
- 35 فرقة مشاة.
- 6 فرق بانزر.
- 4 فرق آلية.
- 4 فرق خفيفة.
- 3 فرق جبلية.

## أهم إنجازات الفيرماخت
أثبتت قوات الفيرماخت بأنها أفضل الجيوش في العالم وأكثرها كفائة ودقة في تنفيذ الخطط وأوامر القيادة، ومن أهم انجازاتها:
- 1939 احتلال ألمانيا لبولندا
- 1940 قامت ألمانيا باحتلال الدنمارك والنرويج في غضون ساعات فقط.
- 1940 احتلال ألمانيا فرنسا بلجيكا وهولندا في غضون شهر واحد.
- 1941 تحقيق الجنرال رومل انتصارات عديدة في ليبيا ومصر.
- 1941 قيام ألمانيا بشن عملية بارباروسا على الاتحاد السوفيتي واحتلال ثلث مسحتها.
- سقوط 3,500,000 أسير سوفيتي بيد الالمان.

## معرض صور

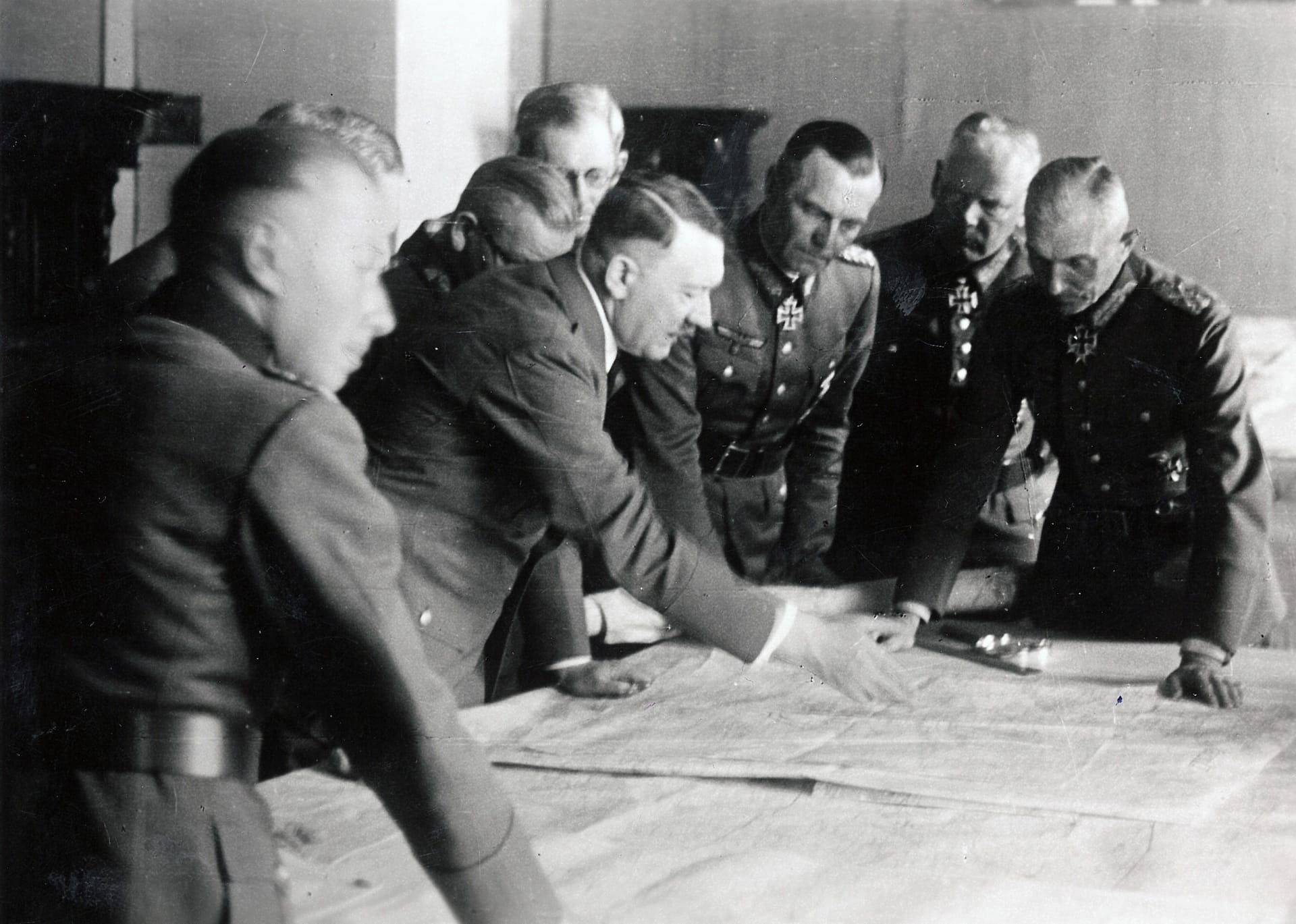
أدولف هتلر يشرح للضباط الخطط الإستراتيجية خلال الحرب عام 1942م.

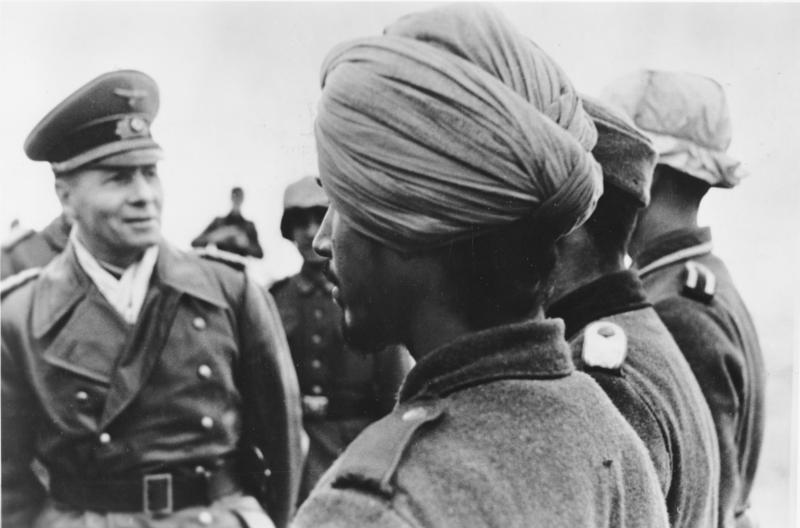
رومل يزور الجيش التحرير الهندي في العاصمة الفرنسية باريس.

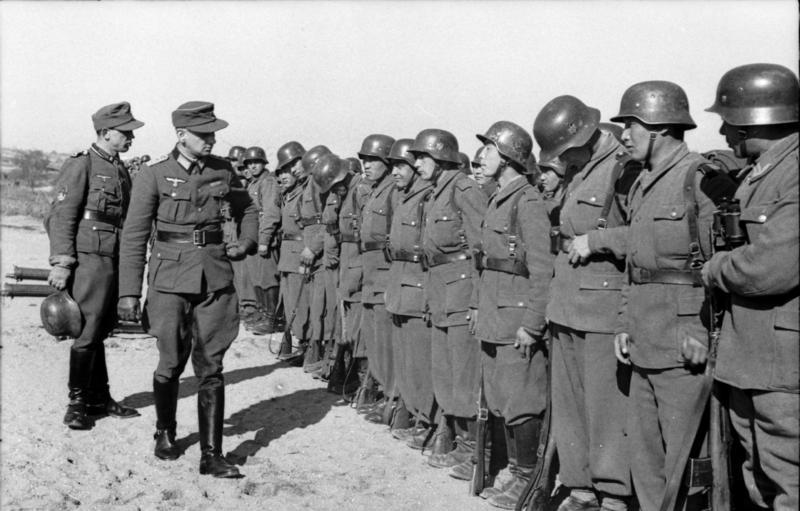
قوات الفيرماخت في اليونان.

الجيش الألماني بعد الدخول للعاصمة الفرنسية باريس.

## فروع
القوات المسلحة

اللوفتڤافه

القوات البحرية

الشوتزشتافل

## وصلات خارجية
- Extensive history and information about German armed forces from 1919 to 1945
- The Wehrmacht, the Holocaust, and War Crimes
- The Wehrmacht: A Criminal Organization? A review of Hannes Heer and Klaus Naumann work on the subject
- Afrikakorps.org نسخة محفوظة 6 مايو 2015 على موقع واي باك مشين., Allied and Axis North Africa and the Mediterranean Theater of Operations Research Group with largest collections of North African Campaign and MTO photographs on the internet
- Archives of the German military manuals including secret manuals of Enigma and Cryptography
- Deutsche Welle article about Wehrmacht veterans نسخة محفوظة 10 مارس 2007 على موقع واي باك مشين.
- Georgische legion—Units and photos
- Over 2,000 original German World War II soldier photographs from the Eastern Front